# Trésor
Pour les articles homonymes, voir Trésor (homonymie).
 (juin 2019).
 (juin 2019).
Si vous disposez d'ouvrages ou d'articles de référence ou si vous connaissez des sites web de qualité traitant du thème abordé ici, merci de compléter l'article en donnant les références utiles à sa vérifiabilité et en les liant à la section « Notes et références ».

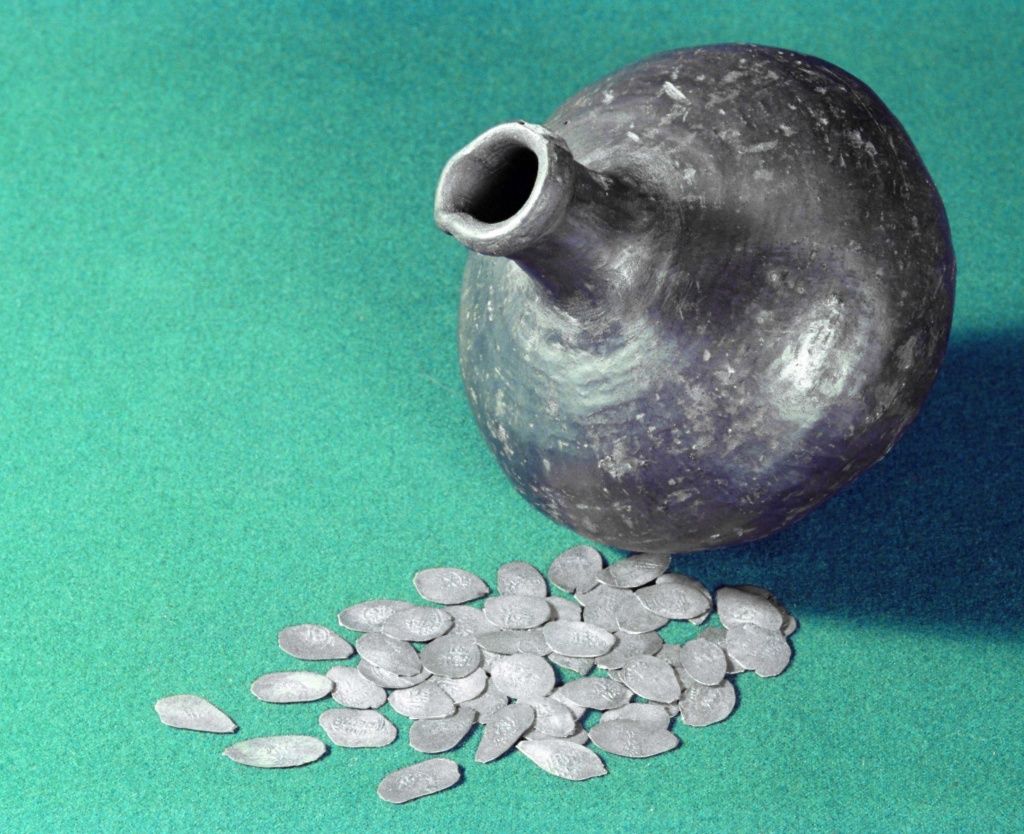
Trésor de pièces d'argent des découvert en URSS en 1961.

Un trésor, dans sa signification la plus courante, est un ensemble d'objets réunis sous la forme d'un dépôt protégé ou caché. Le fait que le trésor soit dissimulé, peut aboutir à ce qu'il soit oublié ou perdu, ce qui contribue à lui conférer une valeur particulière au moment de sa découverte ultérieure, indépendamment des objets qui le composent. Les conditions de la découverte d'un trésor impliquent des conséquences juridiques, susceptibles de varier selon les pays.

## Histoire
Dans l'Antiquité, un dépôt de ⁣⁣grain⁣⁣, par exemple, est appelé trésor, de même que l'abri, le grenier qui le protège et dont dépend la survie d'une communauté. Le trésor est également la réunion d'offrandes destinées aux pratiques cultuelles et le bâtiment spécifique qui les abrite.

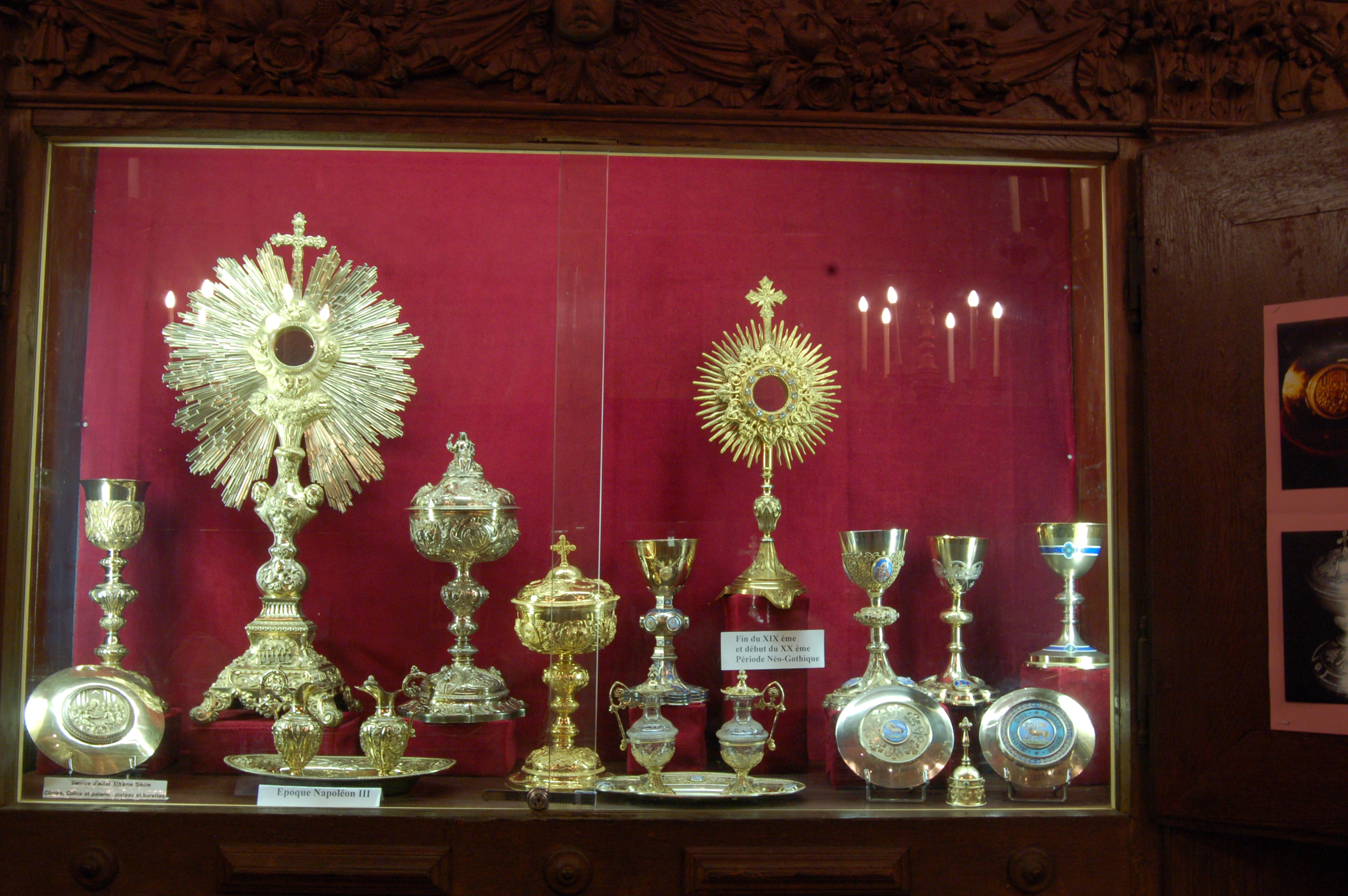
Trésor liturgique de Notre-Dame de Paimpont.

Du VIe au XVe siècle, deux types de dépôts apparaissent : princier et ecclésiastique. Le premier fait partie de ce que l'on appellera le trésor royal : c'est une partie du patrimoine, qui peut servir de réserve de matériaux précieux, de gage ou de garantie. Ces dépôts sont parfois ordonnancés, classés, rangés, inventoriés, mais toujours sous bonne garde. Le trésor liturgique comprend des objets du culte, des insignes d'apparats, des reliques ornementées, etc. Ils sont conservés au sein d'une église, d'un monastère ou d'une cathédrale dans un endroit réservé à cet effet (armoires, reliquaire, pièces séparées, etc.). On peut mentionner, par exemple, le trésor de Saint-Denis, le trésor de Conques, le trésor de Saint-Jean-du-Doigt ou le trésor de la cathédrale Notre-Dame de Paris, qui incluent de nombreux objets remarquables.
Dans les deux cas, sur le plan juridique, ces objets appartiennent plus à une institution qu'à un individu : ici, la Couronne et l'Église. Par exemple, la Royal Collection britannique, est la propriété du monarque en tant que souverain, mais est détenue en fiducie pour ses successeurs et la nation : le souverain ne peut en disposer librement selon son bon plaisir. En cas de guerre, de conflit, de révolution, le trésor d'une institution peut être confisqué, volé ou liquidé : ainsi en advint-il de la « Librairie royale » de Charles V de France, dispersée pendant la guerre de Cent Ans; d'une partie du mobilier national et des joyaux de la couronne de France en 1792 ; ou de certains tableaux et objets des collections impériales russes après la révolution bolchévique de 1918. La distinction entre trésor et collection apparaît à la Renaissance lorsque des personnes lettrées commencent à accumuler et à classer leurs objets par goût et curiosité, dans le but d'en tirer des connaissances.

## Statut juridique du découvreur de trésor
L'endroit où se trouve un trésor ainsi que le statut du découvreur — appelé « inventeur » en droit — ainsi que les conditions de la découverte et la nature des biens entraînent différents régimes et règles. Certains pays suivent uniquement la jurisprudence, tandis que d'autres ont un cadre législatif. Il existe également des situations de vide juridique.
Il faut distinguer l'archéologue de l'amateur ou du chercheur de trésor. L'archéologie est un domaine scientifique dont la pratique nécessite une formation aux méthodes de prélèvement, d'identification et de préservation des objets, à la différence du chercheur de trésor pour qui il s'agit d'un loisir.
D'une manière générale, il n'est pas autorisé de mener des recherches non autorisées sur une propriété privée, ni sur des terrains et dans des bâtiments appartenant à l'État, sans permission : terrains et biens dits publics n'autorisent pas tous types d'activités. Même si l'on trouve un trésor sur sa propriété, son terrain ou dans sa maison, des règles s'appliquent, et ce, dans tous les pays.
La recherche de trésors peut se faire dans la plupart des pays du monde : ce peut être par passion, passe-temps, ou profession. Il existe même des entreprises ou des associations spécialisées dans ce genre d'activité. Certains gouvernements accordent des licences, limitées dans le temps et payantes : on parle d'un droit de concession. Quelquefois des états prélèvent une quote-part sur la découverte, en cas de succès. Dans la plupart des cas, il faut un permis de recherche et, pour un amateur, il est interdit de fouiller, chercher et creuser dans des zones et des chantiers archéologiques.

### France
Les lois et réglementations françaises s'appliquent sur le sol et les eaux territoriales de la France.
Le Code civil (art. 716 du Code civil) précise que « la propriété d'un trésor appartient à celui qui le trouve dans son propre fonds ; si le trésor est trouvé dans le fonds d'autrui, il appartient pour moitié à celui qui l'a découvert, et pour l'autre moitié au propriétaire du fonds. Le trésor est toute chose cachée ou enfouie sur laquelle personne ne peut justifier sa propriété, et découverte par le pur effet du hasard ».
Cette définition appelle plusieurs remarques : elle concerne seulement les choses mobilières, elle écarte les chercheurs de trésor et instaure la règle du 50/50, c'est-à-dire du partage équitable. Elle s'applique même si l'objet n'est pas enfoui, mais simplement caché à la vue, et si la découverte se fait en plusieurs temps. Un trésor appartient à son inventeur (la personne qui le découvre) si celui-ci possède le terrain où la découverte a été faite ; à défaut, il appartient pour moitié à l'inventeur et pour moitié au propriétaire. L'inventeur peut également revendiquer l'intégralité de la découverte effectuée sur un fonds qui n'est pas le sien s'il peut prouver qu'il en est le légitime propriétaire ou ayant droit.
Si la découverte n'est pas fortuite, sa propriété revient au propriétaire du terrain si et seulement si la fouille, sauvage, n'a pas été autorisée (art. 552 du Code civil). En outre, si la fouille a été effectuée sans autorisation, son auteur est passible de poursuites pénales.
Certaines découvertes, en raison de leur nature, relèvent depuis 1989 d'une réglementation pour patrimoine culturel, inscrite au Code du patrimoine, articles L.531-14, L. 531-16, L. 542-1 et L. 544-1: « Un patrimoine culturel est inaliénable et appartient à la société » explique Éric Rieth, responsable de l'archéologie sous-marine au musée de la Marine, à Paris ; aussi bien pour les trésors subaquatiques que terrestres[réf. nécessaire]. Pour la partie sous-marine, le Département des recherches archéologiques subaquatiques et sous-marines (DRASSM) est chargé d'exploiter toutes les épaves relevant du droit français qui ont une importance archéologique, historique ou artistique. Les trésors terrestres sont tout autant protégés ; l'usage de détecteurs de métaux est interdit pour la recherche d'objets « pouvant intéresser la préhistoire, l'histoire, l'art ou l'archéologie » sans une autorisation administrative préalable.
En 2007, un maçon travaillait dans une maison du Loir-et-Cher datant du XVe siècle et classée monument historique. En creusant une tranchée, il trouva un pot contenant près de 600 pièces de monnaie en or et en argent, datant de Louis XIII à Louis XV. L’expertise du département des Monnaies, des Médailles et Antiques estima en comparaison que la valeur du dépôt correspondant, soit 3 206 livres de l'époque, était suffisant pour devenir propriétaire, sous le règne de Louis XIV, de 75 vaches. En juin 2008, ce maçon a vendu aux enchères sa part (285 pièces) pour une somme de 300 000 euros.

### Belgique
Selon le Code civil belge, la découverte d'un trésor est considérée comme une trouvaille fortuite et imprévue de biens cachés ou enfouis depuis longtemps. Un « trésor » est défini comme un ensemble de choses précieuses, cachées et dont le propriétaire est inconnu. Il peut s'agir d'objets anciens, de bijoux, de pièces de monnaie anciennes ou d'autres objets de valeur.
La législation belge accorde généralement le droit de propriété du trésor au découvreur, qu'il soit un particulier ou un professionnel, à condition que la découverte ait été faite de manière purement fortuite et non planifiée. Cela signifie que, si quelqu'un découvre un trésor par hasard lors d'une activité normale, il a le droit de revendiquer la propriété de ces biens.
Cette règle comporte des exceptions importantes. Si la découverte du trésor a été réalisée dans le cadre d'une fouille archéologique officielle ou d'une recherche organisée, le droit de propriété peut être transféré à l'État ou à une institution compétente pour la conservation du patrimoine culturel. Cette mesure vise à protéger le patrimoine historique et culturel du pays et à éviter que des objets de valeur historique ne soient perdus ou dispersés.

### Allemagne
Conformément au droit allemand, un trésor est une chose qui s'est trouvée si longtemps dissimulée que son propriétaire ne puisse plus être identifié (§ 984 BGB). Ce cadre juridique impose donc au découvreur de s'employer à rechercher le ou les éventuels propriétaires et ayants droit : cela implique que l'on ne peut disposer du bien pleinement et entièrement que si l'on a effectué cette recherche avec diligence.
Celui qui, autorisé, trouve un trésor sur un terrain qui n'est pas le sien acquiert grâce à sa découverte une copropriété de moitié, à moins que le droit régalien ne s'applique, par exemple, pour des découvertes archéologiques.

### États-Unis
L'Américain Mel Fisher a découvert en 1985 le Nuestra Señora de Atocha, un galion espagnol chargé d'une véritable fortune en argent, or et émeraudes, et naufragé au large de Key West, Floride. Grâce aux efforts déployés par les historiens et les archéologues ainsi que les écologistes, le succès de M. Fisher a conduit à des réformes dans les lois régissant les naufrages et le sauvetage. En 1987, le Congrès a adopté l’Abandoned Shipwrecks Act (en), qui donne aux États les droits sur des épaves situées dans les trois milles marins de leurs côtes, venant combler ainsi un vide juridique.
En 2013, un couple américain a découvert sur son terrain, en Californie du Nord, 1 400 pièces d'or réparties dans huit boîtes en métal, d'une valeur de 7 millions d'euros.

### Royaume-Uni
Le Treasure Act est une loi du Parlement britannique avalisée le 4 juillet 1996. Selon cette loi, toute personne découvrant un trésor en Angleterre, en Irlande du Nord et au pays de Galles doit le déclarer au coroner le plus proche dans les quatorze jours suivant la découverte.

## Liste de trésors

### Trésors découverts
- Trésor découvert en Angleterre
- Trésor découvert en France
- Trésor découvert en Italie
- Autres régions :
  - Trésor de Pietroasa à Bucarest: découvert en 1837 par un fermier, il remonte au Ve siècle. Dans les environs, les Goths ont cohabité avec un peuple sédentaire ; ensemble, ils ont produit les objets qui composent le dépôt : fibules, vases, assiette ornée d'incrustations aux scènes mythologiques, un bracelet comportant une inscription runique, etc. Une partie du trésor aurait été transférée à Moscou en vue d'une exposition, mais se serait perdue. L'autre partie se trouve dans la salle des trésors du Musée d'histoire de Bucarest;
- Trésors maritimes :
  - le SS Central America , le Nuestra Señora de Atocha , l'épave du HMS Sussex;

Les épaves non découvertes dans le monde sont évaluées à plus de 3 millions. Rien qu'aux Açores, 850 navires – dont 90 galions espagnols et 40 bateaux portugais qui faisaient la route des Indes – reposeraient au fond des eaux. Les côtes des pays d'Amérique latine et des Caraïbes, de par leur histoire, regorgent également d'épaves. Dans la seule baie de Montevideo, en Uruguay, plus de 200 naufrages importants ont été recensés entre 1772 et 1930.

### Trésors disparus, probables ou mythiques
- Trésor du roi africain Lobengula (voir Bulawayo) : ce sont 20 charrettes à bœufs pleines de pierres précieuses, de caisses de pièces d'or et de boîtes remplies de diamants.
- Trésor de Rommel : ce maréchal allemand du Troisième Reich aurait, selon les dires et écrits d'un unique ancien SS, immergé en 1943 au large de Bastia en Corse un cargo rempli de caisses d'or pillé durant toute la campagne d'Afrique du Nord, dont notamment 6 caisses métalliques remplies de lingots d'or volés à la communauté juive de Tunisie. Ce trésor est maintenant perçu comme un gigantesque canular de la part de son auteur étant donné le nombre d'invraisemblances dans le récit.
- Les richesses du temple de Sïwah (ou Siwah, en Égypte).
- La tombe de Gengis Khan.
- Le trésor du lac Titicaca, dans les Andes: des quantités énormes d'or auraient servi d'offrandes et été jetées au fond du lac.
- Le trésor d'or du roi Monomotapa (Mwene Mutapa, «roi des mines») se trouverait «dans le bois au-dessus de la montagne avec la tête de chien», quelque part au Zimbabwe, où se trouve une ville disparue.
- Quelque part dans le jardin du château de Malmaison, il y aurait une partie de la fortune de l'empereur Napoléon.
- Devant les Îles Scilly, sur la côte anglaise, naviguaient plusieurs bateaux remplis de trésors de la fameuse Invincible Armada: ils y ont coulé.
- Sur le Péloponnèse, en Grèce, coule en 1827 une flotte turco-égyptienne, de l'or d'une valeur de plus de 200 millions de Deutsche Marks était à bord bataille de Navarin.
- L'or de Darius III est considéré comme le plus gros trésor de tous les temps. Une partie fut confisquée par Alexandre le Grand, vers 334 av. J.-C., alors qu'il pille Suse, Issos, Damas et Persépolis. Il a récolté seulement dans Persépolis environ 9 000 talents d'or et 40 000 talents d'argent. Sachant qu'un talent pèse 26,2 kg, cela fait plus que 1 000 tonnes ou autrement dit 50 gros semi-remorques remplis de métal précieux — et cela rien que pour une ville. Diodore de Sicile rapporte qu'Alexandre le Grand a transporté son butin sur 3 000 chameaux porteurs et 10 000 paires de mulets, équivalent à plus de 23 000 animaux porte-faix. Sans compter la part que Darius III a mise en sécurité, Alexandre le Grand a dérobé en Perse à l'époque 750 000 talents, environ 19 650 tonnes, qui sont en gros 980 trains de marchandises de 20 tonnes plein d'or et d'argent, ni les joyaux et autres objets de valeur. Comme il continuait plus tard avec son armée vers l'Égypte, il laissa, en legs, les boucliers de ses soldats armés d'argent pur. Darius s'enfuit avec une petite caravane vers sa résidence d'été à Ecbatane (aujourd'hui Hamadan en Iran), où il eut son dernier trésor public. Aux environs de la ville il laissa enterrer en legs, tout ce qui était en or, argent et autres objets de valeur, avant de mourir. Quand Alexandre le Grand pilla la résidence d'été, il ne vit aucune trace du trésor. Il laissa ensuite ses troupes pendant des semaines chercher en vain dans les alentours. Environ 250 ans après, Marcus Licinius Crassus cherchait l'or et conduisait pour cette raison une guerre contre les Parthes, lors de la bataille de Carrhes. Jules César et Marcus Antonius, tout comme l'empereur Néron, cherchèrent aussi l'or perse, mais sans réussite. En 1973, le chah d'Iran Mohammad Reza Pahlavi fit chercher le trésor: une expédition américaine vint à l'œuvre avec des appareils modernes, mais ils ne trouvèrent rien. Ainsi se trouve l'or de Darius jusqu'à aujourd'hui dans un périmètre d'environ 100 km autour de Hamadan.
- Trésor de Rennes-le-Château, qui aurait été découvert par Bérenger Saunière.
- Trésor de Blanche de Castille (l'or de la couronne de France).
- Sous le vieux château de Saxdorf (Allemagne), doit être caché l'or de pirates.
- En Bavière, à Schambachtal, l'or de Müllers Alois Mederer.
- En Bavière, dans l'Inn, aux abords de Mühldorf, une grosse partie de l'argenterie de Maximilien-Emmanuel de Bavière.
- Au Mans, des nonnes du couvent des Ursulines ont caché leurs possessions collectives en sécurité ayant peur des troupes révolutionnaires. Depuis 1790 le trésor est enfoui.
- Trésor du chef vendéen François-Athanase Charette de La Contrie, capturé et exécuté en mars 1796 en laissant enfoui sur son territoire un trésor composé de 6 000 louis d'or, de dollars américains (ce qui est peu probable les premiers dollars en or (5 $) datent de 1795 et sont rarissimes, les autres valeurs (10 et 20 $) ont été émises après la mort de Charrette) et de livres sterling.
- Trésor des Templiers, à Gisors où doit se trouver la plus grosse partie.
- Dans les environs de la tour de Londres, en 1658, plusieurs petits tonneaux contenant environ 50 000 pièces d'or ont été enterrés.
- Trésor dit « de Priam »: trésor (composé de récipients, de pièces de monnaie, de statuettes, de bijoux, etc.) trouvé en 1873 à Hissarlik par Heinrich Schliemann mais emporté comme prise de guerre par les Russes en 1945 et actuellement exposé au musée Pouchkine.
- Le secret de La Buse.
- Le trésor de Jean Lafitte (seulement une infime partie a été découverte) doit se trouver à plusieurs endroits sur l'île Padre; des pièces qu'il a fait couler en barres dans un four primitif doivent se trouver sur la côte du cap Delaware enfouies près d'une grosse falaise.
- Le trésor des nazis dans le lac Toplitz.
- On dit que le légendaire pirate William Kidd avait caché un trésor avant de se faire pendre.
- Le mythique trésor d'El Dorado.
- Trésor d'Alaric Ier en 410 ap. J-C recherché par Hitler, il fait l'objet d'une recherche depuis trois mois[Quand ?] d'un membre de l'équipe de Scanpyramid[9] en utilisant les mêmes applications militaires en télédétection sol et satellitaire. Entre autres[pas clair] la pyramide de Kheops[10] et plus complètement l'organisme européen[11]. Puis le trésor de Brienon-sur-Armançon qui se résumait à une salle de l'époque romaine[12].
- Trésor de l’Agréable: en 1701, le capitaine de ce vaisseau de guerre, qui transportait une importante cargaison d'or et d'argent à destination de la France, préféra l'enterrer sur l'île de la Réunion après un combat naval. Il n'aurait jamais été récupéré[13].

### Trésors imaginaires
- Trésor dans la fiction